# Caves Legrand
 (décembre 2020).
Si vous disposez d'ouvrages ou d'articles de référence ou si vous connaissez des sites web de qualité traitant du thème abordé ici, merci de compléter l'article en donnant les références utiles à sa vérifiabilité et en les liant à la section « Notes et références ».
Pour les articles homonymes, voir Legrand.
Les Caves Legrand sont une boutique spécialisée dans la vente de vin, située au 1 rue de la Banque et dans la galerie Vivienne dans le 2e arrondissement de Paris, créée en 1880.

## Historique
François Beaugé ouvre un magasin d'épices, de cafés et de thés en 1880. Les frères Alexandre et Pierre Legrand achètent l'affaire peu de temps après et diversifient l'activité, tout en prenant le parti d'ajouter de la valeur aux produits : ils torréfient le café dans l'arrière-boutique et embouteillent le vin dans la cave. C'est ensuite Lucien, fils aîné de Pierre, qui reprend la boutique à la Libération. Il parcourt les vignobles de France à la rencontre des producteurs ; il est alors le seul, avec Jean-Baptiste Chaudet, à exercer ainsi le métier de caviste : les débitants de vins se fournissaient en vrac auprès de négociants, à la halle aux vins du quai Saint-Bernard ou aux entrepôts de Bercy. Visionnaire à l'esprit libertaire, Lucien Legrand croit aux terroirs et va véritablement créer le métier de caviste. Il est le premier à sillonner les grands vignobles à la recherche du « bon petit vin du quotidien ». Il met en avant les vins qu'il déniche et les vignerons qu'il aime, au cours de dégustations qu'il organise dans la boutique. Il découvre ainsi Rousseau et Dauvissat en Bourgogne, le domaine de Trévallon dans les Bouches-du-Rhône, ou encore Sélosse en Champagne. 
Sa gouaille et son charisme rassemblent autour de lui le Tout Paris. Journalistes, artistes, financiers, simples amateurs accourent pour découvrir ses petits vins du quotidien et prendre conseil. Lucien Legrand initie chacun d'eux en leur offrant un nouveau regard sur le vin marqué par l'émotion et la sensibilité. Le succès est au rendez-vous. Les Caves Legrand deviennent une vitrine pour les vignerons et un lieu de rencontre incontournable. Noiret, Serrault, Marielle y ont leurs habitudes et Jean Carmet y installe sa cave. 
Sa fille Francine poursuit l'œuvre paternelle à partir de 1984. Grande dégustatrice, elle se fait connaître pour l'élégance de ses goûts et la précision de ses choix qui la conduisent à révéler de nouveaux talents : Tertre-Roteboeuf à Saint-Émilion ou encore La Grange des Pères à Aniane dans le Languedoc. Face à des consommateurs de plus en plus exigeants, elle s'attache à valoriser les domaines et à développer la vente de vins mis en bouteille au château. Francine, fille de Lucien Legrand, succède à son père en 1984 et tient la boutique pendant une quinzaine d'années.
En 2000, Francine vend l'entreprise à deux associés : Christian de Chateauvieux, qui prend alors 78 %, et Gérard Sibourd-Baudry qui acquiert les 22 % restant. C'est ce dernier qui est aux commandes depuis lors. En 2013, les parts majoritaires de Chateauvieux sont achetées par les Nakashima, famille japonaise, qui a fait fortune dans l'agroalimentaire. Sibourd-Baudry, qui conserve ses actions, reste le directeur général de l'entreprise. Sous sa direction, le chiffre d'affaires est passé de 1,5 million d'euros à 25 millions en douze ans.

## Produits
Les Caves Legrand accueillent également une sélection de vins où les grands crus côtoient les domaines montants. Les huiles d'olive viennent de Nyons, mais aussi du vigneron Eloi Dürrbach du domaine de Trévallon ou de chez Jean-Marie Cornille... Le vinaigre porte haut les noms de Banyuls et de Modène. Les sardines et la ventrèche de thon germon sont signées Rödel. Les confitures, aux groseilles épépinées à la plume d'oie, sont élaborées par la maison familiale Dutriez à Bar-le-Duc. Quant au foie gras et aux confits, ils sont l'œuvre d'Alain Grèzes, un formidable artisan du Gers qui travaille dans le respect de la nature. De leur côté, les confiseries dessinent un joli tour de France : des Coquelicots de Nemours aux Bêtises de Cambrai, en passant par le sucre d'orge des religieuses de Moret, les Berlingots de Carpentras, les pralines de Montargis ou encore les Negus de Nevers. La maison Legrand est allocataire de la totalité des grands châteaux bordelais et des grands crus de Bourgogne, dont la Romanée-Conti.